# Реально шумный дом
Реально шумный дом — американский комедийный телесериал, разработанный Тимом Хобертом, премьера которого состоялась на канале Nickelodeon 3 ноября 2022 года. Это спин-офф мультсериала «Мой шумный дом», в котором задействованы некоторые актеры, снявшиеся в телевизионном фильме 2021 года «Рождество в шумном доме».
В апреле 2023 года сериал был продлен на второй сезон и получил зеленый свет для телевизионного фильма о Хэллоуине под названием «Реально жуткий дом».

## Производство
24 марта 2022 года для Paramount+ был первоначально анонсирован сериал «Мой шумный дом». Основные актеры «Рождество в шумном доме» повторяют свои роли в сериале, в том числе Вольфганг Шеффер в роли Линкольна и Джазир Бруно в роли Клайда. Съемки сериала начались в Альбукерке, штат Нью-Мексико, в июне 2022 года. В сентябре 2022 года было объявлено, что премьера сериала под названием «Действительно шумный дом» состоится на Nickelodeon в ноябре 2022 года. 5 октября 2022 года было объявлено, что премьера сериала состоится 3 ноября 2022 года.
4 апреля 2023 года сериал был продлен на второй сезон из 20 серий вместе с телевизионным фильмом о Хэллоуине под названием «Действительно шумный дом с привидениями». Месяц спустя производство второго сезона было остановлено из-за пикетирования продолжающейся забастовки Гильдии писателей Америки 2023 года.

## В ролях

### Основной состав
- Вольфганг Шеффер в роли Линкольна Лауд
- Джазир Бруно в роли Клайда МакБрайда
- Ева Карлтон в роли Лени Лауд
- София Вудворд в роли Луны Лауд
- Кэтрин Эшмор Брэдли в роли Луан Лауд
- Аннака Фурнерет в роли Линн-Лауд Мл.
- Обин Брэдли в роли Люси Лауд
- Лекси Яничек в роли Лизы Лауд
- Элла Аллан в роли Лолы Лауд
- Миа Аллан в роли Ланы Лауд
- Джоли Дженкинс в роли Риты Лауд
- Брайан Степанек в роли Линн-Лауд Старший

### Второстепенный состав
- Август Майкл Питерсон и Эмили Форд в роли Лили Лауд
- Майлз Буррис в роли Рипа Хардкора
- Лекси Дибенедетто в роли Лори Лауд
- Кишен Джайлиз в роли офицера Нового Веллингтона
- Джек Гриффо в роли Брата-Бота
- Брайан Джордж в роли Доктора Саймонса
- Брайан Томас Смит в роли мистера Болхофнера
- Белла Блэндинг в роли Чарли Ужо
- Рикардо Уртадо в роли Чейза
- Рэй Форд в роли Гарольда Макбрайда
- Стивен Гуардино в роли Говарда Макбрайда
- Тринити Джо-Ли Блисс в роли Стеллы Зау
- Нолан Мэддокс в роли Расти мена
- Гэвин Мэддокс Бергман в роли Лиама Ханникута
- Матео Кастель в роли Зака
- Тони Хоук в роли самого себя
- Кевин Чемберлин в роли Флипа Филлипини
- Стивен Тоболовски в роли Уолтера Филлипини
- Фил Льюис в роли Рика Шова
- Вики Лоуренс в роли Джоан Шиверс
- Уэс Мартинез в роли почтальона
- Джо Ниевес в роли Чейза Старшего
- Брайан Кит Аллен в роли водителя автобуса
- Джейден Бартельс в роли Кики Карлайл
- Джастин Карусо Аллан в роли Линкольна (в детстве)
- Стив Гликман в роли Милкшейк Марти
- Джошуа Галлап в роли Бориса
- Макс Малас в роли Данте
- Питер Дисет в роли мистера Форест Харлова
- Джим Гаррити в роли Фреда Торкелсона
- Ронан Кэролл в роли Тора Торк.

## Список серий

### Первый сезон (2022-2023)
| №  | Название                                                    | Автор(ы) сценария           | Режиссёр(ы)                   | Показ в США    | Показ в СНГ           | Произв. код |
| -- | ----------------------------------------------------------- | --------------------------- | ----------------------------- | -------------- | --------------------- | ----------- |
| 1  | «Мачо Чел с планом»                                         | Тим Хоберт                  | Джонатан Джадж                | 3 ноября 2022  | 22 мая 2023 (CEE)     | 101         |
| 2  | «Домашняя работа»                                           | Тим Хоберт                  | Мелисса Косар                 | 10 ноября 2022 | 15 июля 2023 (Go3)    | 102         |
| 3  | «Брат-бот»                                                  | Анджела Ярбро               | Фил Льюис                     | 1 декабря 2022 | 23 мая 2023 (CEE)     | 103         |
| 4  | «Ища спасение от прыща»                                     | Майкл Хоберт                | Дэвид Кендалл                 | 17 ноября 2022 | 4 декабря 2023        | 104         |
| 5  | «Менеджер с Планаджером»                                    | Дэвид МакХью, Мэтт Флэнаган | Фил Льюис                     | 12 января 2023 | 5 декабря 2023        | 105         |
| 6  | «Сладкие оценки»                                            | Дэвид МакХью, Мэтт Флэнаган | Дэвид Кендалл                 | 24 ноября 2022 | 6 декабря 2023        | 106         |
| 7  | «Парень, помогающий взлететь»                               | Питер Лимм                  | Джонатан Джадж                | 5 января 2023  | 29 мая 2023 (CEE)     | 107         |
| 8  | «Я хочу взять тебя за руку»                                 | Эми Питтман                 | Мелисса Косар, Джонатан Джадж | 8 декабря 2022 | 24 августа 2023 (Go3) | 108         |
| 9  | «Принцесса и Вечный Изумруд: Сказка из Ройал Вудс. Часть 1» | Алан Янага                  | Джонатан Джадж                | 2 февраля 2023 | 7 декабря 2023        | 109         |
| 10 | «Принцесса и Вечный Изумруд: Сказка из Ройал Вудс. Часть 2» | Тим Хоберт, Алан Янага      | Джонатан Джадж                | 9 февраля 2023 | 8 декабря 2023        | 110         |
| 11 | «Душа и тело»                                               | Тим Хоберт                  | Джонатан Джадж                | 19 января 2023 | 11 декабря 2023       | 111         |
| 12 | «Лаудам вход закрыт»                                        | Майкл Хоберт                | Джонатан Джадж                | 26 января 2023 | 12 декабря 2023       | 112         |
| 13 | «Дом твой там, где твой герой»                              | Дэвид МакХью, Мэтт Флэнаган | Карлос Гонза́лес               | 15 июня 2023   | 13 декабря 2023       | 113         |
| 14 | «Сны сделаны из сыра»                                       | Анджела Ярбро               | Карлос Гонса́лез               | 22 июня 2023   | 14 декабря 2023       | 114         |
| 15 | «Пранки и алфавит»                                          | Питер Лимм                  | Джонатан Джадж                | 15 июня 2023   | 15 декабря 2023       | 115         |
| 16 | «Вся искренность человека в любви и ночёвках»               | Дэвид С. Розентал           | Джонатан Джадж                | 22 июня 2023   | 18 января 2024 (Go3)  | 116         |
| 17 | «Лучше вместе»                                              | Одри Хоберт                 | Даниэла Айсман                | 8 июня 2023    | 2 ноября 2023 (CEE)   | 117         |
| 18 | «Найти себе пару»                                           | Джон Дейл                   | Даниэла Айсман                | 29 июня 2023   | 18 декабря 2023       | 118         |
| 19 | «Что нужно хорошего для идеальной матери»                   | Алан Янага                  | Джонатан Джадж                | 1 июня 2023    | 1 ноября 2023 (CEE)   | 119         |
| 20 | «Little-ol-lady-whoooo Has Talent»                          | Тим Хоберт, Алан Янага      | Джонатан Джадж                | 29 июня 2023   | TBA                   | 120         |

### Второй сезон (2024)
| №  | Название                                     | Автор(ы) сценария           | Режиссёр(ы)     | Показ в США      | Показ в СНГ      | Произв. код |
| -- | -------------------------------------------- | --------------------------- | --------------- | ---------------- | ---------------- | ----------- |
| 21 | «Вспоминательный мюзикл. Часть 1»            | Дэвид МакХью, Мэтт Флэнаган | Джонатан Джадж  | 19 февраля 2024  | 16 сентября 2024 | 201         |
| 22 | «Вспоминательный мюзикл. Часть 2»            | Дэвид МакХью, Мэтт Флэнаган | Джонатан Джадж  | 19 февраля 2024  | 17 сентября 2024 | 202         |
| 23 | «Добряки всегда побеждают»                   | Алан Янага                  | Джонатан Джадж  | 3 июня 2024      | 20 сентября 2024 | 203         |
| 24 | «Как избежать игры в вышибалы»               | Анджела Ярбро               | Карлос Гонсалес | 5 июня 2024      | 24 сентября 2024 | 204         |
| 25 | «Последний герой»                            | Майкл Хоберт                | Карлос Гонсалес | 13 марта 2024    | 19 сентября 2024 | 205         |
| 26 | «Louder by the Dozen»                        | Питер Лимм                  | Даниэла Айсман  | 20 марта 2024    | 20 сентября 2024 | 206         |
| 27 | «Louds in Love»                              | Тим Хоберт                  | Даниэла Айсман  | 10 июня 2024     | TBA              | 207         |
| 28 | «The Other Man with Way Better Plans»        | Джон Дейл                   | Джонатан Джадж  | 11 июня 2024     | 26 сентября 2024 | 208         |
| 29 | «Сюрприз в Теннеси: В воздухе витает любовь» | Одри Хоберт                 | Джонатан Джадж  | 6 марта 2024     | 18 сентября 2024 | 209         |
| 30 | «Семейный суд Лаудов: Пламя справедливости»  | Эми Питтман                 | Джонатан Джадж  | 4 июня 2024      | 23 сентября 2024 | 210         |
| 31 | «Маклауд против робота»                      | Майкл Хоберт                | Карлос Гонсалес | 12 июня 2024     | TBA              | 211         |
| 32 | «Большое приключение младших сестер»         | Питер Лимм                  | Джонатан Джадж  | 18 июня 2024     | TBA              | 212         |
| 33 | «Шумный блюз»                                | Анджела Ярбро               | Карлос Гонсалес | 17 июня 2024     | TBA              | 213         |
| 34 | «Ухажёр остаётся в фильме»                   | Тим Хоберт                  | Джонатан Джадж  | 19 июня 2024     | TBA              | 214         |
| 35 | «Человек с запасным планом»                  | Алан Янага                  | Даниэла Айсман  | 18 сентября 2024 | TBA              | 215         |
| 36 | «Одиссея»                                    | Тим Хоберт, Алан Янага      | Даниэла Айсман  | 25 сентября 2024 | TBA              | 216         |
| 37 | «Сказ о трёх вечеринках»                     | Тим Хоберт, Майкл Хоберт    | Джонатан Джадж  | 2 октября 2024   | TBA              | 217         |
| 38 | «Вечер игр»                                  | Тайлер Мар, Дерек Иса       | Джонатан Джадж  | 9 октября 2024   | TBA              | 218         |
| 39 | «Сказ об эпичном провале: безумец с планом»  | Дэвид МакХью, Мэтт Фланаган | Джулиан Петрийо | 16 октября 2024  | TBA              | 219         |
| 40 | «День благодарения: индейку пожалей-ка»      | Дэвид С. Розентал           | Джулиан Петрийо | 26 ноября 2024   | TBA              | 220         |

## Прием
Стефани Снайдер из Common Sense Media дала сериалу три звезды из пяти, заявив, что «шоу в прямом эфире обязательно покорит сердца юных зрителей, которые уже полюбили „Шумный дом“ как они видят, как персонажи оживают».

### Награды и номинации
| Год  | Премия                                         | Категория                                    | Номинация                      | Результат | Прим. |
| ---- | ---------------------------------------------- | -------------------------------------------- | ------------------------------ | --------- | ----- |
| 2023 | Make-Up Artists and Hair Stylists Guild Awards | Children and Teen Programming — Best Make-Up | Сиэрра Бартон, Алиша Байджунас | Номинация | [ 8 ] |
| 2023 | Kids' Choice Awards                            | Favorite Kids TV Show                        | Реально шумный дом             | Номинация | [ 9 ] |